# بطولة أمم إفريقيا للمحليين 2014
بطولة أمم إفريقيا للمحليين 2014 هي النسخة الثالثة من بطولة أمم أفريقيا للمحليين، التي ينظمها الاتحاد الأفريقي لكرة القدم، و التي أقيمت في جنوب أفريقيا.شارك في هذه الدورة 16 منتخبا، بلاعبين ممارسين في الدوريات المحلية لبلدانهم، في إبان المنافسة.نظمت البطولة في جنوب أفريقيا، بدلا عن ليبيا التي تنازلت عن التنظيم نظرا لاعتبارات أمنية.

فاز باللقب المنتخب الليبي، بعد تغلبه في المباراة النهائية على المنتخب الغاني بضربات الترجيح.

## نظام التأهيل
علاوة على جنوب أفريقيا، المؤهلة بحكم استضافتها للحدث، تم توزيع 38 منتخبا أفريقيا وفق نظام إقصائي حسب 6 مناطق جغرافية، أجريت قرعته، في 6 شتنبر 2012، في القاهرة بمقر الاتحاد الأفريقي لكرة القدم:
- المنطقة الشمالية: تأهل منتخبان، من أصل 4، عبر دور إقصائي وحيد واجه فيه المغرب تونس، و الجزائر ليبيا.
- المنطقة الغربية أ: تأهل منتخبان، من أصل 6، عبر دورين إقصائيين.
- المنطقة الغربية ب: تأهلت ثلاثة منتخبات، من أصل 7، عبر دورين إقصائيين.
- المنطقة الوسطى: تأهلت ثلاثة منتخبات، من أصل 5، عبر دورين إقصائيين.
- المنطقة الوسطى الشرقية: تأهلت ثلاثة منتخبات، من أصل 8، عبر دورين إقصائيين.
- المنطقة الجنوبية: تأهل منتخبان، من أصل 9، عبر ثلاثة أدوار إقصائية.

## الفرق المتأهلة
| المنتخب                     | طريقة التأهل                          |
| المنطقة الشمالية            | المنطقة الشمالية                      |
| --------------------------- | ------------------------------------- |
| ليبيا                       | تأهل مباشرة بعد اعتذار الجزائر        |
| المغرب                      | انتصر على تونس                        |
| المنطقة الغربية أ           |                                       |
| موريتانيا                   | انتصر على السنغال                     |
| مالي                        | انتصر على غينيا                       |
| المنطقة الغربية ب           |                                       |
| غانا                        | تأهل مباشرة بعد اعتذار بنين           |
| نيجيريا                     | انتصر على ساحل العاج                  |
| بوركينا فاسو                | انتصر على النيجر                      |
| المنطقة الوسطى              |                                       |
| جمهورية الكونغو             | انتصر على جمهورية الكونغو الديمقراطية |
| الغابون                     | انتصر على الكاميرون                   |
| جمهورية الكونغو الديمقراطية | انتصر على الكاميرون                   |
| المنطقة الوسطى الشرقية      |                                       |
| بوروندي                     | انتصر على السودان                     |
| إثيوبيا                     | انتصر على رواندا                      |
| أوغندا                      | انتصر على تنزانيا                     |
| المنطقة الجنوبية            |                                       |
| جنوب إفريقيا                | المستضيف                              |
| زيمبابوي                    | انتصر على زامبيا                      |
| موزمبيق                     | انتصر على أنغولا                      |

## المجموعات
أجريت قرعة المسابقة في 18 شتنبر 2013 بالقاهرة و أسفرت عن التوزيع التالي:
| المجموعة 1   | المجموعة 2   | المجموعة 3      | المجموعة 4                  |
| ------------ | ------------ | --------------- | --------------------------- |
| جنوب إفريقيا | زيمبابوي     | غانا            | جمهورية الكونغو الديمقراطية |
| مالي         | أوغندا       | إثيوبيا         | الغابون                     |
| نيجيريا      | بوركينا فاسو | ليبيا           | بوروندي                     |
| موزمبيق      | المغرب       | جمهورية الكونغو | موريتانيا                   |

## الأماكن
| كيب تاون      | كيب تاون بولوكوان بلومفونتين آثلون (كيب تاون)بطولة أمم إفريقيا للمحليين 2014 (جنوب أفريقيا) | بولوكوان         |
| ------------- | ------------------------------------------------------------------------------------------- | ---------------- |
| ملعب كيب تاون | كيب تاون بولوكوان بلومفونتين آثلون (كيب تاون)بطولة أمم إفريقيا للمحليين 2014 (جنوب أفريقيا) | ملعب بيتر موكابا |
| سعة: 64,100   | كيب تاون بولوكوان بلومفونتين آثلون (كيب تاون)بطولة أمم إفريقيا للمحليين 2014 (جنوب أفريقيا) | سعة: 41,733      |
|               | كيب تاون بولوكوان بلومفونتين آثلون (كيب تاون)بطولة أمم إفريقيا للمحليين 2014 (جنوب أفريقيا) |                  |
| بلومفونتين    | كيب تاون بولوكوان بلومفونتين آثلون (كيب تاون)بطولة أمم إفريقيا للمحليين 2014 (جنوب أفريقيا) | كيب تاون         |
| ملعب فري ستيت | كيب تاون بولوكوان بلومفونتين آثلون (كيب تاون)بطولة أمم إفريقيا للمحليين 2014 (جنوب أفريقيا) | ملعب آثلون       |
| سعة: 40,911   | كيب تاون بولوكوان بلومفونتين آثلون (كيب تاون)بطولة أمم إفريقيا للمحليين 2014 (جنوب أفريقيا) | سعة: 34,000      |
|               | كيب تاون بولوكوان بلومفونتين آثلون (كيب تاون)بطولة أمم إفريقيا للمحليين 2014 (جنوب أفريقيا) |                  |

## المباريات

### دور المجموعات

#### المجموعة 1
| رتبة | فريق         | ن | ل | ف | ت | خ | له | عليه | فرق |
| ---- | ------------ | - | - | - | - | - | -- | ---- | --- |
| 1    | مالي         | 7 | 3 | 2 | 1 | 0 | 5  | 3    | +2  |
| 2    | نيجيريا      | 6 | 3 | 2 | 1 | 0 | 8  | 5    | +3  |
| 3    | جنوب إفريقيا | 4 | 3 | 1 | 1 | 1 | 5  | 5    | 0   |
| 4    | موزمبيق      | 0 | 3 | 0 | 0 | 3 | 4  | 9    | 0   |

| جنوب إفريقيا                                    | 1-3   | موزمبيق           |
| ----------------------------------------------- | ----- | ----------------- |
| برنارد باركر 30' (ركل.) 82' · هلومفو كيكانا 58' | تقرير | ديوغو ألبيرتو 11' |

| مالي                                  | 1-2   | نيجيريا             |
| ------------------------------------- | ----- | ------------------- |
| عبدولاي سيسوكو 18' · أداما تراوري 50' | تقرير | غبولاهان سالامي 54' |

| جنوب إفريقيا     | 1 - 1 | مالي                 |
| ---------------- | ----- | -------------------- |
| برنارد باركر 25' | تقرير | إبوراهيما سيديبي 54' |

| نيجيريا                                                   | 4 - 2 | موزمبيق                           |
| --------------------------------------------------------- | ----- | --------------------------------- |
| إيفيانيي إيدي 11' · ربيعو علي 13' 54' · برنابا إيمنغر 88' | تقرير | داريو خان 10' · ديوغو ألبيرتو 20' |

| نيجيريا                                              | 3 - 1 | جنوب إفريقيا            |
| ---------------------------------------------------- | ----- | ----------------------- |
| كريستانتوس إيجيكي 23' 64' · إيفيانيي إيدي 32' (ركل.) | تقرير | برنارد باركر 81' (ركل.) |

| موزمبيق             | 1 - 2 | مالي                                     |
| ------------------- | ----- | ---------------------------------------- |
| جوزيمار ماشايسي 38' |       | إبوراهيما سيديبي 48' · إدريسا تراوري 90' |

#### المجموعة 2
| رتبة | فريق         | ن | ل | ف | ت | خ | له | عليه | فرق |
| ---- | ------------ | - | - | - | - | - | -- | ---- | --- |
| 1    | المغرب       | 5 | 3 | 1 | 2 | 0 | 4  | 2    | +2  |
| 2    | زيمبابوي     | 5 | 3 | 1 | 2 | 0 | 1  | 0    | +2  |
| 3    | أوغندا       | 4 | 3 | 1 | 1 | 1 | 3  | 4    | -1  |
| 4    | بوركينا فاسو | 1 | 3 | 0 | 1 | 2 | 2  | 4    | -2  |

| زيمبابوي | 0 - 0 | المغرب |
| -------- | ----- | ------ |
|          | تقرير |        |

| أوغندا                      | 2 - 1 | بوركينا فاسو     |
| --------------------------- | ----- | ---------------- |
| جونيور يونس سينتامو 15' 73' | تقرير | سيريل بايالا 87' |

| زيمبابوي | 0 - 0 | أوغندا |
| -------- | ----- | ------ |
|          | تقرير |        |

| بوركينا فاسو       | 1 - 1 | المغرب            |
| ------------------ | ----- | ----------------- |
| بصيرو ويدراوغو 88' | تقرير | إبراهيم البحري 1' |

| بوركينا فاسو | 0 - 1 | زيمبابوي            |
| ------------ | ----- | ------------------- |
|              | تقرير | ماسيمبا مامباري 56' |

| المغرب                                                      | 3 - 1 | أوغندا                  |
| ----------------------------------------------------------- | ----- | ----------------------- |
| عبد الصمد رفيق 29' · محسن ياجور 77' · عبد الكبير الوادي 90' | تقرير | جونيور يونس سينتامو 60' |

#### المجموعة 3
| رتبة | فريق            | ن | ل | ف | ت | خ | له | عليه | فرق |
| ---- | --------------- | - | - | - | - | - | -- | ---- | --- |
| 1    | غانا            | 7 | 3 | 2 | 1 | 0 | 3  | 1    | +2  |
| 2    | ليبيا           | 5 | 3 | 1 | 2 | 0 | 5  | 3    | +2  |
| 3    | جمهورية الكونغو | 4 | 3 | 1 | 1 | 1 | 3  | 3    | 0   |
| 4    | إثيوبيا         | 0 | 3 | 0 | 0 | 3 | 0  | 4    | -4  |

| غانا                 | 1 - 0 | جمهورية الكونغو |
| -------------------- | ----- | --------------- |
| تيوفيلوس أنورباه 34' | تقرير |                 |

| ليبيا                                       | 2 - 0 | إثيوبيا |
| ------------------------------------------- | ----- | ------- |
| المعتصم أبوشناف 4' · عبد السلام فرج عمر 90' | تقرير |         |

| غانا           | 1 - 1 | ليبيا           |
| -------------- | ----- | --------------- |
| محمد ياحايا 6' | تقرير | فيصل البدري 72' |

| إثيوبيا | 0 - 1 | جمهورية الكونغو |
| ------- | ----- | --------------- |
|         | تقرير | رودي ندي 78'    |

| إثيوبيا | 0 - 1 | غانا                     |
| ------- | ----- | ------------------------ |
|         | تقرير | كوابينا أدوسي 76' (ركل.) |

| جمهورية الكونغو      | 2 - 2 | ليبيا                                            |
| -------------------- | ----- | ------------------------------------------------ |
| آردي بينغيلا 36' 54' | تقرير | عبد السلام فرج عمر 75' · عبد الرحمن الفيتوري 93' |

#### المجموعة 4
| رتبة | فريق                        | ن | ل | ف | ت | خ | له | عليه | فرق |
| ---- | --------------------------- | - | - | - | - | - | -- | ---- | --- |
| 1    | الغابون                     | 7 | 3 | 2 | 1 | 0 | 5  | 2    | +3  |
| 2    | جمهورية الكونغو الديمقراطية | 6 | 3 | 2 | 0 | 1 | 3  | 2    | +1  |
| 3    | بوروندي                     | 4 | 3 | 1 | 1 | 1 | 4  | 4    | 0   |
| 4    | موريتانيا                   | 0 | 3 | 0 | 0 | 3 | 4  | 8    | -4  |

| جمهورية الكونغو الديمقراطية | 1 - 0 | موريتانيا |
| --------------------------- | ----- | --------- |
| إيمومو إيدي نغويي 51' (رك.) | تقرير |           |

| الغابون | 0 - 0 | بوروندي |
| ------- | ----- | ------- |
|         | تقرير |         |

| جمهورية الكونغو الديمقراطية | 0 - 1 | الغابون               |
| --------------------------- | ----- | --------------------- |
|                             | تقرير | إروين نغيما أوبامي 2' |

| بوروندي                                                          | 3 - 2 | موريتانيا                                                     |
| ---------------------------------------------------------------- | ----- | ------------------------------------------------------------- |
| أبدول فيستون 11' · كريستوف ندواروجيرا 61' · سليمان نديكومانا 90' | تقرير | إيلي الشيخ سامبا ولد الفلاني 1' · محمد تقي الله ولد الدنة 70' |

| بوروندي              | 1 - 2 | جمهورية الكونغو الديمقراطية     |
| -------------------- | ----- | ------------------------------- |
| سليمان نديكومانا 14' | تقرير | جان مارك ماكوسو مونديلي 24' 37' |

| موريتانيا              | 2 - 4 | الغابون                                                                             |
| ---------------------- | ----- | ----------------------------------------------------------------------------------- |
| مولاي أحمد خليل 4' 65' | تقرير | دوفال فيلي نزيمبي 7' · آرون أبيدانغويي 85' · بونافونتور سوكامبي تاتي 90' (ركل.) 90' |

### ربع النهائي
| مالي               | 1 - 2 | زيمبابوي                               |
| ------------------ | ----- | -------------------------------------- |
| حميدو سينايوكو 89' | تقرير | سيمبا سيثول 11' · كوداكواشي ماهاشي 56' |

| غانا              | 1 - 0 | جمهورية الكونغو الديمقراطية |
| ----------------- | ----- | --------------------------- |
| كوابينا أدوسي 68' | تقرير |                             |

| المغرب                              | 3 - 4 (ب.و.إ.) | نيجيريا                                                                               |
| ----------------------------------- | -------------- | ------------------------------------------------------------------------------------- |
| محسن متولي 33' 40' · محسن ياجور 37' | تقرير          | أوغونا أوزوتشوكوو 49' · ربيعو علي 55' · كريستانتوس إيجيكي 90' · أبوباكار إبراهيم 111' |

| الغابون                 | 1 - 1 (ب.و.إ.) | ليبيا                  |
| ----------------------- | -------------- | ---------------------- |
| دانيال كوزان 73' (ركل.) | تقرير          | عبد السلام فرج عمر 50' |

### نصف النهائي
| زيمبابوي | 0 - 0 (ب.و.إ.) | ليبيا |
| -------- | -------------- | ----- |
|          | تقرير          |       |

| غانا | 0 - 0 (ب.و.إ.) | نيجيريا |
| ---- | -------------- | ------- |
|      | تقرير          |         |

### المركز الثالث
| زيمبابوي | 0 - 1 | نيجيريا                       |
| -------- | ----- | ----------------------------- |
|          | تقرير | كريستيان شينونسو أوبيوزور 85' |

### النهاية
| ليبيا | 0 - 0 (ب.و.إ.) | غانا |
| ----- | -------------- | ---- |
|       | تقرير          |      |

## النتائج النهائية

### الترتيب النهائي
|  | ربع النهائي                 | ربع النهائي              |                             |       | نصف النهائي   | نصف النهائي                 |                             |  | النهائي | النهائي |
|  |                             |                          |                             |       |               |                             |                             |  |         |         |
|  | 25 يناير – ملعب كيب تاون    |                          |                             |       |               |                             |                             |  |         |         |
|  |                             |                          |                             |       |               |                             |                             |  |         |         |
|  | مالي                        | 1                        |                             |       |               |                             |                             |  |         |         |
|  | مالي                        | 1                        | 29 يناير – ملعب فري ستيت    |       |               |                             |                             |  |         |         |
|  | زيمبابوي                    | 2                        |                             |       |               |                             |                             |  |         |         |
|  | زيمبابوي                    | 2                        | زيمبابوي                    | 0 (4) |               |                             |                             |  |         |         |
|  | 26 يناير – ملعب بيتر موكابا |                          | زيمبابوي                    | 0 (4) |               |                             |                             |  |         |         |
|  |                             |                          | ليبيا (ضرب.)                | 0 (5) |               |                             |                             |  |         |         |
|  | الغابون                     | 1 (2)                    | ليبيا (ضرب.)                | 0 (5) |               |                             |                             |  |         |         |
|  | الغابون                     | 1 (2)                    | فاتح فبراير – ملعب كيب تاون |       |               |                             |                             |  |         |         |
|  | ليبيا (ضرب.)                | 1 (4)                    |                             |       |               |                             |                             |  |         |         |
|  | ليبيا (ضرب.)                | 1 (4)                    | ليبيا                       | 0 (4) |               |                             |                             |  |         |         |
|  | 26 يناير – ملعب كيب تاون    |                          | ليبيا                       | 0 (4) |               |                             |                             |  |         |         |
|  |                             | غانا                     | 0 (3)                       |       |               |                             |                             |  |         |         |
|  | غانا                        | غانا                     | 0 (3)                       | 1     |               |                             |                             |  |         |         |
|  | غانا                        | 29 يناير – ملعب فري ستيت |                             | 1     |               |                             |                             |  |         |         |
|  | جمهورية الكونغو الديمقراطية | 0                        |                             |       |               |                             |                             |  |         |         |
|  | جمهورية الكونغو الديمقراطية | 0                        | غانا                        | 0 (4) | المركز الثالث | المركز الثالث               |                             |  |         |         |
|  | 25 يناير – ملعب فري ستيت    |                          | غانا                        | 0 (4) | المركز الثالث | المركز الثالث               |                             |  |         |         |
|  |                             |                          | نيجيريا                     | 0 (1) |               | فاتح فبراير – ملعب كيب تاون | فاتح فبراير – ملعب كيب تاون |  |         |         |
|  | المغرب                      | 3                        | نيجيريا                     | 0 (1) |               | فاتح فبراير – ملعب كيب تاون | فاتح فبراير – ملعب كيب تاون |  |         |         |
|  | المغرب                      | 3                        |                             |       | زيمبابوي      | 0                           |                             |  |         |         |
|  | نيجيريا                     | 4                        |                             |       | زيمبابوي      | 0                           |                             |  |         |         |
|  | نيجيريا                     | 4                        | نيجيريا                     | 1     |               |                             |                             |  |         |         |
|  |                             |                          |                             | 1     |               |                             |                             |  |         |         |

### المنصة النهائية
|      | ليبيا   |
|      | ‍        |
| غانا |         |
| ‍     | نيجيريا |
| ‍     | ‍        |

### الجوائز التشريفية
بلغت قيمة الجوائز المالية التي خصصتها الكونفدرالية الأفريقية لكرة القدم، للدورة ما مجموعه 3.2 مليون دولار أمريكي، موزعة على الاتحادات الستة عشرة المشاركة، حسب التوزيع التالي:
| المرتبة                   | قيمة الجائزة | مجموع     |
| ------------------------- | ------------ | --------- |
| البطل                     | 750,000      | 750,000   |
| الوصيف                    | 400,000      | 400,000   |
| الثالث والرابع            | 250,000      | 500,000   |
| المقصيون من دور الربع     | 175,000      | 700,000   |
| ثوالث مجموعات الدور الأول | 125,000      | 500,000   |
| أواخر مجموعات الدور الأول | 100,000      | 400,000   |
| مجموع                     |              | 000 250 3 |

## وصلات داخلية
بطولة أمم أفريقيا للمحليين

## وصلات خارجية
موقع المسابقة من بوابة الاتحاد الأفريقي لكرة القدم